# Sporting Clube da Covilhã
O Sporting Clube da Covilhã é um clube de futebol de Portugal com sede na cidade da Covilhã, tendo sido fundado em 2 de junho de 1923.
Participou 15 épocas na 1ª Divisão, onde alcançou posições de destaque, como um 5º lugar nos anos 50. Jogou a final da Taça de Portugal da temporada 1956/57, onde foi derrotado pelo SL Benfica por 3-1.

## História
A Beira Baixa, onde se inserem o distrito de Castelo Branco e o concelho da Covilhã viu, um pouco mais tarde, o nascimento de vários clubes, ansiosos de desenvolver o desporto que começava a abraçar multidões e que outras regiões já praticavam.
No concelho da Covilhã, o futebol teve o seu alvorecer a partir de 1920/22 quando se começaram a organizar os primeiros grupos. Clubes como o “Montes Hermínios”, “Victória Luso Sporting”, “União Desportiva da Covilhã”, “Estrela Football Club” e o “Grupo Desportivo Escola Industrial”, todos da Covilhã.
Não era fácil porquanto, não havia grande organização e os meios de que dispunham eram escassos. As dificuldades avolumavam-se porque também não havia grandes recursos financeiros e instalações próprias para se poderem reunir.
As primeiras reuniões realizavam-se, por falta de sede própria, nos pátios das casas, decorrendo com mais frequência no extinto Hotel Castela, no Pelourinho, unidade hoteleira que existiu ao lado da Farmácia Pedroso.
Na Covilhã, o meio fabril da sua monoindústria de então - os lanifícios - definiam no futebol dois traços distintos, com a formação de clubes enraizados na classe operária, uns, que se batiam energeticamente com outros que integravam elementos de maior poder económico, formados por atletas que, ao mesmo tempo eram os seus dirigentes, oriundos da classe média e média alta, como os gestores, proprietários e filhos de industriais de lanifícios da Covilhã e região, caso do “Estrela Football Club”. Havia uma rivalidade que passava então a substituir entre o “rico” e o “pobre” e acentuava-se, daí que os encontros e torneios que podiam realizar eram vivamente participados, num grande entusiasmo dos atletas, bem como de todo um mundo de pessoas que se deslocava a pé, por caminhos ou estradas de terra batida, em direção ao campo de futebol.
Os jogadores não recebiam nada em troca, depois da saírem dos seus trabalhos, geralmente nas fábricas, iam treinar principalmente para o Calvário e treinavam toda a semana incluindo sábados.
O campo destinado aos jogos oficiais era na Várzea.
Como nem todos os sábados havia futebol, mas só de vez em quando, os jogadores ou “rapazes da bola” iam treinar de manhã, aos domingos para o referido campo. Levavam a bola e cada um o seu equipamento, bem como a broa, para se alimentarem.
Os clubes que mais caíram na simpatia dos covilhanenses foram o “montes Hermínios Sport Club” e o “Estrela Futebol Clube”.
A alma leonina estava bem patente em figuras influentes e notórias deste concelho. Algumas delas, acabam por ter contatos com dirigentes do Sporting Clube de Portugal que, nesse tempo, vivia fase eufórica de criação de filiais, sendo então seu dinâmico Presidente da Direção, Júlio Araújo.
Em 23/ 06/1923, tornava-se oficial a confirmação da filiação do SC Covilhã no Sporting Clube de Portugal, como 8ª filial.
8ª Filial, em 02/06/1923- Sporting Clube da Covilhã
Eram então 70 sócios do S.C.C. e a sua Direção era a seguinte:
Presidente- José Jacinto Ferreira 
Vice- Presidente- José Mendes Salgueiro 
1º Secretário- Albino Albuquerque Castro 
2º Secretário- Mário Pintassilgo 
Tesoureiro- António Rebelo Matos 
Vogal- José Alves da Silva 
Vogal- António Marques 
Suplente- José Cruz Tavares 
Suplente- Manoel Ramos Gonçalves
Final da Taça de Portugal
Surge entretanto a época 1955/56 e o Sporting Clube da Covilhã, já sem André Simonyi, atinge a sua melhor classificação de sempre- um 5.º lugar, sendo precedido do Sporting, Belenenses, Benfica e FC Porto, com 11 vitórias, 7 empates e 8 derrotas, com 52 golos marcados e 44 sofridos, totalizando 29 pontos, em 26 jogos.
O melhor marcador foi então o espanhol Suarez, que substitui André Simonyi, com 251 golos marcados.
Mas a adversidade haveria de surgir na época seguinte- 1956/57- em que o 13.º lugar fazia baixar à II divisão os Leões da Serra, ainda com Suarez na liderança dos melhores marcadores da turma serrana, com 19 golos marcados.
Entretanto, o treinador Janos Szabo que há vários anos conduzia os destinos do clube, rescinde com o S.C.C., após uma crise que se instala no seio da coletividade, e os seus dirigentes substituem-no por Fernando Cabrita, passando a desempenhar as funções de jogador- treinador, e pelo Dr. Tavares da Silva, como orientador técnico, que acumulava com as funções de selecionador nacional da altura.
No entanto, na Taça de Portugal, os Leões da Serra cometem a façanha, algo inesperada, de, pela primeira e única vez no seu historial, chegara uma final da Taça. Isso aconteceu exatamente no ano da descida de divisão.
Efetivamente, o S.C.C. depois de ter eliminado o União de Montemor, por 6-1 e 6-0, estava-lhe reservada uma surpresa com o próximo adversário- o Lusitano de Évora- que ganhou ao S.C.C., no seu terreno, por 4-0. Os eborenses deslocaram-se à Covilhã, para a 2ª mão, já com as “malas Feitas”, mas foi com grande admiração e enorme euforia que, no Estádio Santos Pinto, os Leões da Serra eliminaram o Lusitano de Évora, vencendo o encontro por 7-2.
E o êxito dos covilhanenses continuaria na Taça, pois no sorteio coube-lhe defrontar o FC Porto, tendo sido o S.C.C. ido ganhar ao Estádio das Antas por 2-1 e, depois na Covilhã, nova vitória por 1-0.
Depois de na eliminatória seguinte (meias finais) ter ultrapassado facilmente o Vitória de Setúbal, vencendo na Covilhã por 3-0 e perdendo em Setúbal por 1-0, chega à final que se realizou no Estádio Nacional, em Lisboa, exatamente no dia em que o S.C.C. completava 34 anos- em 2 de Junho de 1957- defrontando o Benfica.
O Sporting da Covilhã perdeu o encontro, por 3-1, mas deixou boa impressão.
O jogo foi dirigido pelo árbitro portuense, Francisco Guerra.
As equipas alinharam da seguinte forma:
S.C.C.- José Rita dos Mártires; Helder Toledo e Jorge Nicolau; Fernando Cabrita, Amílcar Cavém e António Lourenço; Manteigueiro, Pedro Martin, Vitoriano Suarez, Carlos Ferreira e Fernando Pires.
S.L.B.- José Bastos; Jacinto Marques e Ângelo Martins; Vasco Pegado, Manuel Serra e José Martins “Zézinho”; Francisco Palmeiro, Mário Coluna, José Águas, Salvador Martins e Domiciano Cavém.
In "Sporting Clube da Covilhã - Passado e Presente", João Jesus Nunes.
Em 2010, ocorreu a demissão de toda a diretoria, e a convocação de novas eleições para a presidência do clube.

## Histórico

### Palmarés[6]
- Finalista da Taça de Portugal: 1 (1956/57);
- Campeonato Nacional da II.ª Divisão: 6 (1947/48; 1957/58; 1986/87; 1998/99; 2001/02; 2004/05);
- Campeonato Distrital de Castelo Branco: 1 (2015/16 com a equipa B);
- Campeonato de Castelo Branco: 11 (1936/37; 1937/38; 1938/39; 1939/40; 1940/41; 1941/42; 1942/43; 1943/44; 1944/45; 1945/46; 1946/47)

### Presenças
| Nacionais | Nacionais                    | Nacionais | Nacionais                                                                                               |
|           | Competição                   | Presenças | Melhor posição / Títulos                                                                                |
| --------- | ---------------------------- | --------- | --- |
|           | Primeira Liga                | 15        | 5º (1955/56)                                                                                            |
|           | Segunda Liga                 | 20        | 4º (2014/15)                                                                                            |
|           | Liga 3                       | 2         | 8º (2023/24 e 2024/25)                                                                                  |
|           | II Divisão                   | 46        | 1º (1947/48, 1957/58, 1986/87, 1998/99, 2001/02 e 2004/05)                                              |
|           | III Divisão                  | 6         | 1º (1974/75)                                                                                            |
|           | Taça de Portugal             | 79        | Finalista (1956/57)                                                                                     |
|           | Taça da Liga                 | 14        | Fase de Grupos (2013/14, 2016/17, 2019/20, 2021/22 e 2022/23)                                           |
| Regionais |                              |           | |
|           | Competição                   | Presenças | Melhor posição                                                                                          |
|           | Campeonato de Castelo Branco | 11        | 1º (1936/37, 1937/38, 1938/39, 1939/40, 1940/41, 1941/42, 1942/43, 1943/44, 1944/45, 1945/46 e 1946/47) |

inclui época 2024/25

### Classificações por época
| Época   | Nível | Divisão      | Classificação | Taça de Portugal | Taça da Liga   |
| ------- | ----- | ------------ | ------------- | ---------------- | -------------- |
| 2024/25 | 3     | Liga 3       | 8º            | 4.ª Elim.        | -              |
| 2023/24 | 3     | Liga 3       | 8º            | 3.ª Elim.        | -              |
| 2022/23 | 2     | Segunda Liga | 18º           | 2.ª Elim.        | Fase de Grupos |
| 2021/22 | 2     | Segunda Liga | 16º           | 3.ª Elim.        | Fase de Grupos |
| 2020/21 | 2     | Segunda Liga | 13º           | 3.ª Elim.        | -              |
| 2019/20 | 2     | Segunda Liga | 10º           | 2.ª Elim.        | Fase de Grupos |
| 2018/19 | 2     | Segunda Liga | 6º            | 1/16             | 1ª Fase        |
| 2017/18 | 2     | Segunda Liga | 15º           | 2ª Elim.         | 1º Fase        |
| 2016/17 | 2     | Segunda Liga | 8º            | 1/4              | Fase de Grupos |
| 2015/16 | 2     | Segunda Liga | 14º           | 2ª Elim.         | 1ª Fase        |
| 2014/15 | 2     | Segunda Liga | 4º            | 3ª Elim.         | 1ª Fase        |
| 2013/14 | 2     | Segunda Liga | 16º           | 1/16             | Fase de Grupos |
| 2012/13 | 2     | Segunda Liga | 20º           | 3ª Elim          | 1ª Fase        |
| 2011/12 | 2     | Segunda Liga | 15º           | 1/16             | 1ª Fase        |
| 2010/11 | 2     | Segunda Liga | 14º           | 2ª Elim          | 1ª Fase        |
| 2009/10 | 2     | Segunda Liga | 14º           | 3ª Elim          | 1ª Fase        |
| 2008/09 | 2     | Segunda Liga | 7º            | 3ª Elim          | 1ª Fase        |
| 2007/08 | 3     | 2ª Divisão B | 2º            | 3ª Elim          | -              |
| 2006/07 | 3     | 2ª Divisão B | 4º            | 4ª Elim          |                |
| 2005/06 | 2     | Segunda Liga | 14º           | 5º Elim          |                |
| 2004/05 | 3     | 2ª Divisão B | 1º            | 3ª Elim          |                |
| 2003/04 | 2     | Segunda Liga | 17º           | 4º Elim          |                |
| 2002/03 | 2     | Segunda Liga | 11º           | 1/8              |                |
| 2001/02 | 3     | 2ª Divisão B | 1º            | 2ª Elim          |                |
| 2000/01 | 3     | 2ª Divisão B | 2º            | 3º Elim          |                |
| 1999/00 | 2     | Segunda Liga | 18º           | 5ª Elim          |                |

- Legenda das cores dos níveis competitivos do futebol português

     1º nível (1ª Divisão / 1ª Liga)
     2º nível (até 1989/90 como 2ª Divisão Nacional, desde 1990/91 como 2ª Liga)
     3º nível (até 1989/90 como 3ª Divisão Nacional, de 1990/91 a 2012/13 como 2ª Divisão B, de 2013/14 a 2020/21 como Campeonato de Portugal e desde 2021/22 como Liga 3)
     4º nível (entre 1989/90 e 2012/2013 como 3ª Divisão, entre 1947/48 e 1989/90 e entre 2013/14 e 2020/21 como 1ª Divisão Distrital e desde 2021/22 como Campeonato de Portugal)
     5º nível (entre 1989/90 e 2012/2013 como 1ª Divisão Distrital, entre 1947/48 e 1989/90 e entre 2013/14 e 2020/21 como 2ª Divisão Distrital e desde 2021/22 como 1ª Divisão Distrital)